# Ga Daechi
Ga Daechi là ga đường sắt trên Tàu điện ngầm vùng thủ đô Seoul tuyến 3. Nó nằm trên Daechi-dong, Gangnam-gu, Seoul.

## Bố trí ga
| Dogok ↑      |
| S/B N/B \|   |
| ↓ Hangnyeoul |

| Hướng Bắc | ●Tuyến 3 | ← Hướng đi Daehwa  |
| Hướng Nam | ●Tuyến 3 | → Hướng đi Ogeum → |

## Vùng lân cận
- Lối thoát 1: Cheongsil APT
- Lối thoát 2: Kukje APT
- Lối thoát 3:
- Lối thoát 4: Eunma APT
- Lối thoát 5: Trường tiểu học Daegok, Mido APT
- Lối thoát 6:
- Lối thoát 7: Trường tiểu học Daechi
- Lối thoát 8: